# Pi Andromedae
Désignations
Pi Andromedae (π Andromedae / π And) est un système d'étoiles triple de la constellation boréale d'Andromède. Il est visible à l’œil nu avec une magnitude apparente combinée de 4,36. La parallaxe du système, telle que mesurée par le satellite Hipparcos, est de 5,45 mas, ce qui permet d'en déduire qu'il est distant d'environ ∼ 600 a.l. (∼ 184 pc) de la Terre. Il s'éloigne du Système solaire à une vitesse radiale héliocentrique de +8 km/s.

## Propriétés
Pi Andromedae est un système stellaire triple. Il comprend une binaire spectroscopique interne, dont les deux étoiles, désignées Pi Andromedae Aa et Ab, complètent une orbite l'une autour de l'autre avec une période de 143,6 jours et selon une excentricité de 0,56. Les deux sont des étoiles bleu-blanc de la séquence principale semblables de types spectraux B5 V. Pi Andromedae A est également une variable suspectée, avec une variation d'une amplitude de 0,04 magnitude.
La troisième composante du système, désignée Pi Andromedae B ou BD+32 102, est une étoile de magnitude 7,08. En date de 2019, elle était localisée à une distance angulaire de 36,2 secondes d'arc et à un angle de position de 175° de Pi Andromedae A. Il s'agit d'une étoile blanche de la séquence principale de type spectral A6 V.
Il existe un autre compagnon recensé dans les catalogues d'étoiles doubles et optiques, désigné Pi Andromedae C. Cette étoile de treizième magnitude était distante de 55,1 secondes d'arc de Pi Andromedae A en date de 2013. Il s'agit d'un compagnon purement optique dont la proximité avec le système n'est qu'une coïncidence.

## Nomenclature
π Andromedae (latinisé Pi Andromedae) est la désignation de Bayer de l'étoile. Elle porte également la désignation de Flamsteed de 29 Andromedae.
En astronomie chinoise traditionnelle, Pi Andromedae faisait partie de l'astérisme de Kuí Sù (奎宿), représentant les pattes du tigre blanc de l'Ouest, et qui formait également une loge lunaire.